# Ophiomastus trispinosus
Ophiomastus trispinosus is een slangster uit de familie Ophiuridae.
De wetenschappelijke naam van de soort werd in 1977 gepubliceerd door Bernasconi & D'Agostino.